# 메트로제트 (홍콩)

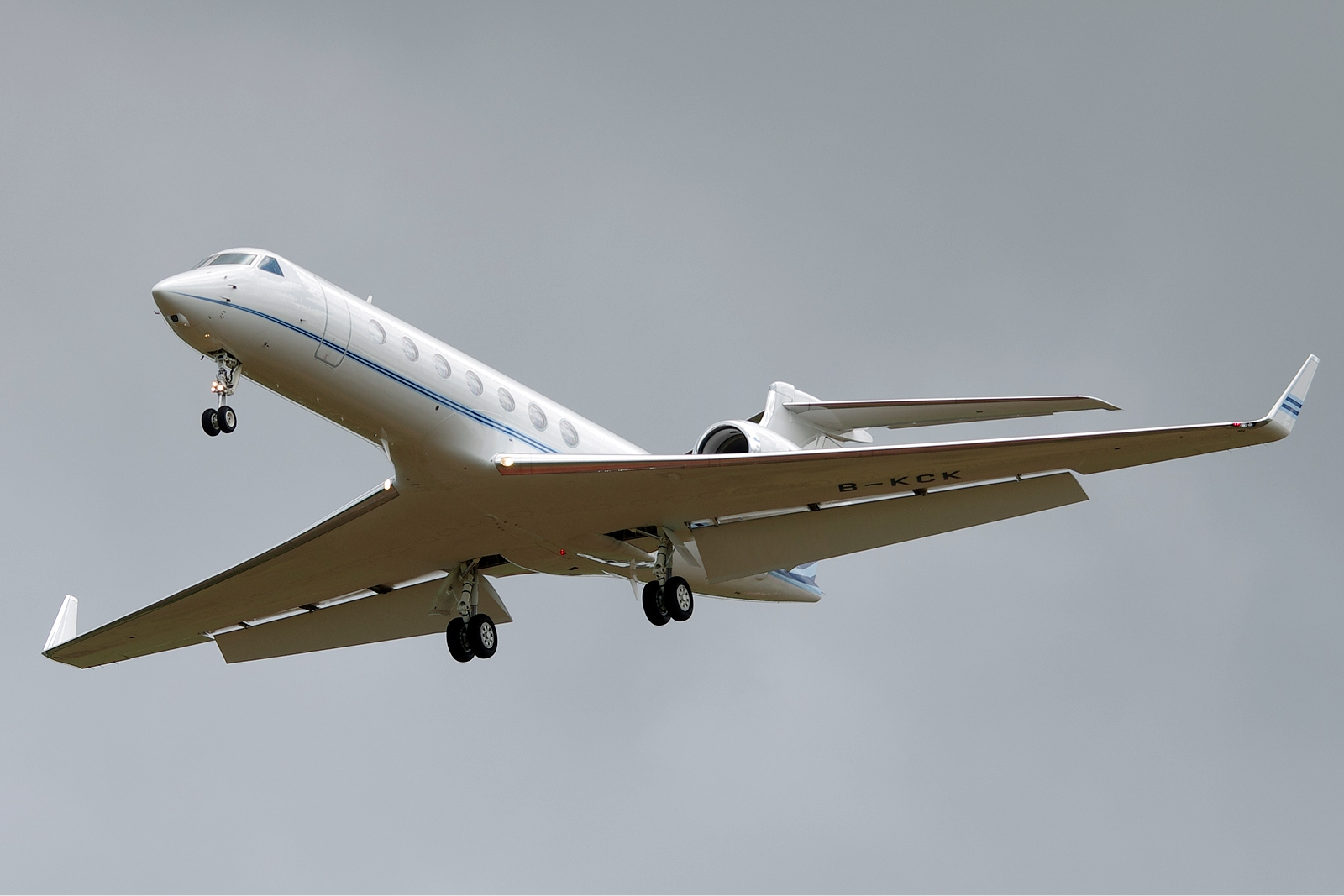
메트로제트의 G550 DRW 항공기

메트로제트(영어: Metrojet Limited)는 홍콩의 항공사로 홍콩 국제공항을 거점으로 하는 항공사로 지역 내의 부정기 여객 서비스를 제공하고 있다.

## 역사
메트로제트는 1995년 설립되었다. 1997년 인가를 받았으며 홍콩의 여덟 번째 공식 인가 항공사이다.
1995년, 더 카두리 그룹(The Kadoorie group)은 홍콩, 중화인민공화국 등지에서의 항공사업을 위해 메트로제트를 창립하였다. 그 그룹은 이미 1979년부터 헬리서비시즈 (홍콩)(Heliservices (Hong Kong) Ltd.)을 운영해오고 있었다.
중국의 작은 도시들을 연결하는 데 전문화되어 있다. 승객의 목적지까지 바로 운항해준다.

## 항공기
- 이 항공사는 걸프스트림 G450 한 대와 걸프스트림 G200 한대를 보유하고 있다.